# Stenelmis hisamatsui
Stenelmis hisamatsui is een keversoort uit de familie beekkevers (Elmidae). De wetenschappelijke naam van de soort werd in 1960 gepubliceerd door Satô.